# Heliaeschna cynthiae
Heliaeschna cynthiae – gatunek ważki z rodziny żagnicowatych (Aeshnidae).